# Buret
Een buret is een glazen buis met een kraantje aan de onderkant en een schaalverdeling op de zijkant, waaraan men kan zien hoeveel vloeistof erin zit. Hiermee kan men nauwkeurig bepaalde hoeveelheden vloeistoffen aftappen, zoals gebeurt bij titraties. 
Voor de proef leest men zo nauwkeurig mogelijk de schaal af (oog recht voor, en op gelijke hoogte met de meniscus (vloeistofspiegel), aflezen op de dichtstbijzijnde maatstreep onder de meniscus en de honderdsten schatten); na het omslagpunt van de titratie nogmaals aflezen; de uitgelopen hoeveelheid is dan door een simpele aftrekking van deze twee waarden te berekenen.